# آنا ماريا من بادن
الأميرة آنا ماريا من بادن (22 مايو 1562 - 25 أبريل 1583) سيدة ألمانية نبيلة، ولدت آنا ماريا من بادن في 22 مايو 1562. والدها هو مارغريف فيليبرت من بادن بادن. كانت والدتها ميتشايلد من بافاريا ، ابنة ويليام الرابع دوق بافاريا. كانت أخت جاكوبيا وفيليب الثاني، تزوجت من ويليام روزنبرغ في 27 يناير 1578 ، لتصبح زوجته الثالثة. تم تنفيذ الحفل من قبل أنتون بروس زي موهيلنيتسي. لم يكن لديها وويليام أطفال.
توفيت آنا ماريا في تريبون في 25 أبريل 1583 ودُفنت في كنيسة القديس فيتوس في تشيسكي كروملوف.